# Serhij Petrow
Serhij Wołodymyrowycz Petrow, ukr. Сергій Володимирович Петров (ur. 21 maja 1997 w Łucku) – ukraiński piłkarz, grający na pozycji napastnika.

## Kariera piłkarska

### Kariera klubowa
Wychowanek klubów BRW-WIK Włodzimierz Wołyński i Wołyń Łuck, barwy których bronił w juniorskich mistrzostwach Ukrainy (DJuFL). 9 kwietnia 2014 rozpoczął karierę piłkarską w drużynie juniorskiej Wołyni Łuck, a 1 marca 2015 debiutował w Premier-lidze. 29 sierpnia 2017 opuścił łucki klub. 29 września 2017 zasilił skład Zirki Kropywnycki. 3 września 2018 podpisał kontrakt z FK Lwów. 14 grudnia 2018 opuścił lwowski klub.  6 lutego 2019 podpisał kontrakt z Ruchem Winniki. 31 sierpnia 2019 zasilił skład klubu Metalist 1925 Charków. 15 lutego 2020 przeszedł do Ahrobiznesu Wołoczyska.

### Kariera reprezentacyjna
Występował w juniorskiej reprezentacji Ukrainy U-16.